# نيباكوماب
نيباكوماب هو جسم مضاد وحيد النسيلة بشري طوّر ليستخدم في علاج الإنتان لكنه سحب عام 1993 لفشله في تقليل نسب الوفيات في التجارب السريرية.